# Störande av förrättning
Störande av förrättning eller allmän sammankomst är enligt svensk lag ett brott. Den brottsliga handlingen innebär att någon med våld, oljud, ljus eller på annat liknande sätt, stör eller försöker förhindra exempelvis gudstjänst, andaktsövning, vigsel, begravning, domstolsförhandling, andra statliga eller kommunala förrättningar (det vanligaste exemplet här är demonstrationer på riksdagens åhörarläktare), undervisning eller föredrag. Även den som stör eller försöker hindra förhandling vid Internationella brottmålsdomstolen kan dömas för brottet enligt svensk lag.
Förbudet gäller inte filmvisningar eller teater. 
Även brott mot rimliga inskränkningar kring dylika möten straffas, exempelvis om en journalist vill filma under ett möte där detta inte accepteras.
För brottet är föreskrivet böter eller fängelse i högst sex månader enligt 16 kap. 4 §  Brottsbalken.
Lagen kan ses som en fortsättning på de medeltida lagarna och 1686 års kyrkolag gällande kyrkofrid.